# Castelluccio dei Sauri

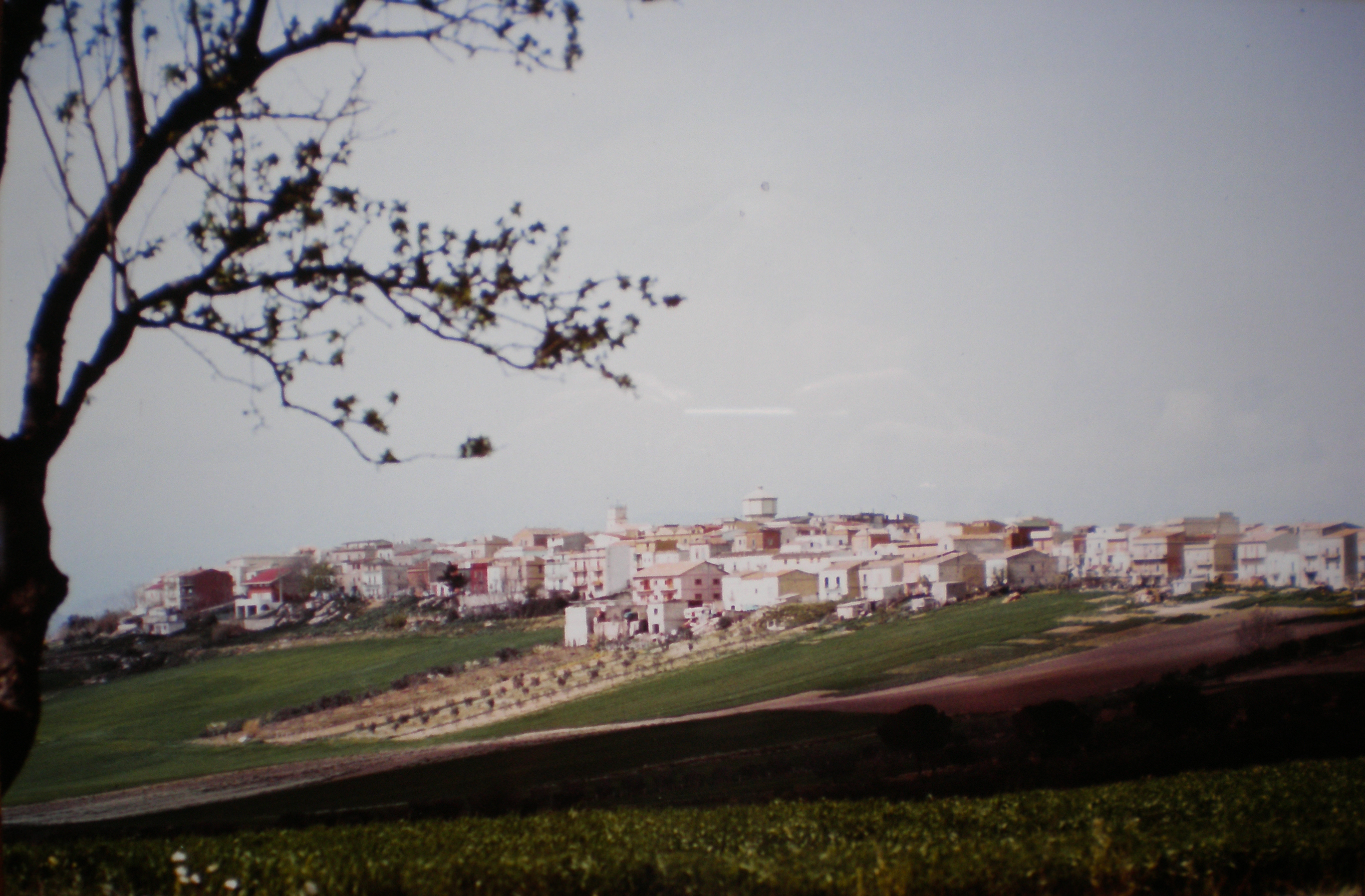
Castellucci dei Sauri vom Südosten aus betrachtet

Castelluccio dei Sauri ist eine italienische Gemeinde (comune) mit 2011 Einwohnern (Stand 31. Dezember 2023) in der Provinz Foggia in Apulien. Die Gemeinde liegt etwa 16 Kilometer südsüdwestlich von Foggia im Nationalpark Gargano und gehört auch zur Comunità Montana del Gargano.

## Geschichte
Die Gemeinde liegt in dem Siedlungsland der Daunier. Während der späteren römischen Herrschaft handelte es sich um eine kleine Siedlung (Oppidulum). In einem mittelalterlichen Dokument wird Castelluccio dei Sauri 1118 in einer Schenkung des Robert II. von Loritello erwähnt. 1273 war der Ort im Besitz von Hugo von Brienne, Herzog von Brienne und von Lecce.
Am Ende des 14. und zu Beginn des 15. Jahrhunderts entvölkerte sich der Ort und wurde 1446 von etwa 60 Familien aus Albanien neu besiedelt, die den griechisch-orthodoxen Ritus einführten. Nach der Zerstörung durch den Vizekönig Pedro Álvarez de Toledo im Jahre 1549 wurde Castelluccio 1564 ein Lehen der Familie Guevara und blieb dies bis zur Abschaffung des Feudalismus durch Joseph Bonaparte zu Beginn des 19. Jahrhunderts.
1980 wurde die Gemeinde durch ein Erdbeben schwer beschädigt.